# Newsかいドキ
『Newsかいドキ』（ニュースかいドキ）は、NHK甲府放送局で2017年4月3日から放送されている山梨県域の『NHKニュース』のローカルニュース番組。

## 概要
これまでの『Newsまるごと山梨』の放送枠を受け継ぎ、新しい山梨県内のローカルニュース番組として再出発するもの。この番組では、甲斐の国・山梨の今を、取材によって掘り下げて、「ライブ感たっぷり」のニュース情報番組で、山梨県内の気になる出来事や魅力の再発見に加え、生活情報を、山梨県民の「知りたい」にタイムリーに伝えることによって応えて、「山梨のあす」を考えるものである。
2022年10月3日放送分から放送常時同時配信・見逃し番組配信サービス「NHKプラス」で本番組の見逃し配信を開始した。

## 放送時間
- 平日 18:10 - 19:00
- 放送開始当初から土曜・日曜は放送されないほか、祝日・年末年始（12月28日までと1月4日以降）と重なる平日、春の大型連休の谷間・お盆、特設ニュースの時間拡大、大相撲中継の取組やサッカー、NHKがジャパンコンソーシアムからオフィシャルブロードキャスターとして放送権を有するオリンピック、FIFAワールドカップなどのスポーツイベントの中継の編成により放送開始時刻の繰り下げや放送休止の場合がある。
  - 上記以外にも、特設ニュース時や国政選挙・山梨県知事選挙の選挙運動期間中の18時台に政見放送が編成された場合には短縮・休止もしくは特設ニュースや政見放送を挟んだ2部構成で放送される場合がある。
  - 本番組の放送時間を短縮する場合は35分繰り下げ・短縮（18:45 - 18:59）となる（18:45までは別番組を放送）。
  - また、本番組の放送がない土曜・日曜および祝日は、東京の本部（放送センター・首都圏局）から、18:45 - 18:53（年末年始は18:50 - 19:00）に土曜・日曜・祝日・お盆のみ『ニュース645（関東・山梨）』または『首都圏ニュース645』、年末年始のみ『ニュース650』として関東地方（1都6県向け）と山梨県のニュース、全国の気象情報を挟んで18:55 - 18:59（年末年始は18:57 - 19:00）に県内ニュース・気象情報をそれぞれ放送したあと、1分間の番組予告を挟んで『NHKニュース7』に接続している[3]。
  - 新型コロナウイルスの緊急事態宣言発出に伴う非常編成に伴い、2020年4月13日 - 5月29日は首都圏放送センターから『首都圏ネットワーク』を20分間臨時ネットし、本番組は18:30 - 19:00に短縮された[4][5]。ただし、4月30日と5月1日・7日・8日は平日ではあるが番組自体を休止し、『首都圏ネットワーク』の臨時ネット時間を18:45まで拡大。その後、18:45 - 18:59に代替の県内ニュース・気象情報を放送した[6][7]。

## 現在の出演者
キャスター
- 小田切千（甲府局アナウンサー・隔週）[8]
- 古谷敏郎（甲府局アナウンサー・隔週）[9]
- 佐藤麻佑（甲府局契約キャスター・隔週）
- 尼子佑佳（甲府局契約キャスター・隔週）

気象予報士
- 石丸咲

## 過去の出演者
- ☆の付いている出演者は隔週

| 期間          | 期間          | キャスター | キャスター | キャスター | キャスター  | リポーター          | 気象情報   | 気象情報   |
| 期間          | 期間          | 男性       | 男性       | 女性       | 女性        | リポーター          | 月・火     | 水 - 金    |
| ------------- | ------------- | ---------- | ---------- | ---------- | ----------- | ------------------- | ---------- | ---------- |
| 2017年4月     | 2018年3月     | 岩野吉樹   | 岩野吉樹   | 田中友栄☆  | 濱本梨沙☆   | 鳥山圭輔            | 石榑亜紀子 | 石榑亜紀子 |
| 2018年4月     | 2018年12月    | 志賀隼哉☆  | 江藤泰彦☆  | 田中友栄☆  | 濱本梨沙☆   | 西岡遼              | 石榑亜紀子 | 石榑亜紀子 |
| 2019年1月     | 2019年3月     | 志賀隼哉☆  | 江藤泰彦☆  | 田中友栄☆  | 濱本梨沙☆   | 西岡遼              | 徳田留美   | 石榑亜紀子 |
| 2019年4月     | 2020年3月27日 | 志賀隼哉☆  | 大谷昌弘☆  | 田中友栄☆  | 清水唯菜☆   | 西岡遼              | 徳田留美   | 佐藤涼太   |
| 2020年3月30日 | 2021年3月26日 | 志賀隼哉☆  | 大谷昌弘☆  | 吉田遙☆    | 清水唯菜☆   | 西岡遼              | 徳田留美   | 佐藤涼太   |
| 2021年3月29日 | 2022年4月1日  | 望月啓太   | 望月啓太   | 吉田遙☆    | 清水唯菜☆   | 西岡遼              | 佐藤涼太   | 佐藤涼太   |
| 2022年4月4日  | 2024年3月29日 | 望月啓太   | 望月啓太   | 林聖海☆    | 玉木佑貴子☆ | 堀井優太 藤原優紀   | 田中優梨子 | 田中優梨子 |
| 期間          | 期間          | キャスター | キャスター | キャスター | キャスター  | リポーター          | 気象情報   | 気象情報   |
| 期間          | 期間          | メイン     | メイン     | サブ       | サブ        | リポーター          | 月・火     | 水 - 金    |
| 2024年4月1日  | 2025.3.28     | 小田切千☆  | 藤原優紀☆  | 佐藤麻佑☆  | 玉木佑貴子☆ | 馬屋原彩咲 宿輪ゆき | 石丸咲     | 石丸咲     |
| 2025年3月31日 | 現在          | 小田切千☆  | 古谷敏郎☆  | 佐藤麻佑☆  | 尼子佑佳☆   | 馬屋原彩咲 宿輪ゆき | 石丸咲     | 石丸咲     |